# Sökande
Sökande är i juridiska sammanhang ofta beteckningen på den som ansökt om något eller begärt något vid domstol eller myndighet.
Vid domstol behandlas sådana ansökningar som ärenden, egentligen rättsvårdsärenden enligt lagen (1996:242) om domstolsärenden, oftast kallad ärendelagen.
Exempel på sådana ärenden kan vara ansökan om adoption, utseende av boutredningsman, bodelningsförrättare eller förvaltare alternativt god man enligt föräldrabalken.
Även i mål som handläggs av kronofogdemyndigheten betecknas den, som begärt utmätning eller avhysning, sökande.
Den sökande räknas alltid som part i ärendet.

## Fotnoter
1. ↑  ”Arkiverade kopian”. Arkiverad från originalet den 3 maj 2008. https://web.archive.org/web/20080503055828/http://www.lagen.nu/1996:242. Läst 23 april 2009.
2. ↑  https://lagen.nu/1981:774#K16P2